# فرنسيسكو خوسيه فرتادو
فرنسيسكو خوسيه فرتادو (بالبرتغالية: Francisco José Furtado) هو سياسي برازيلي، ولد في 13 أغسطس 1818 في Oeiras, Piauí ‏ في البرازيل، وتوفي في 23 يونيو 1870 في ريو دي جانيرو في البرازيل. نشط حزبياً في Liberal Party (Brazil, 1985) ‏. وقد انتخب عضو مجلس النواب البرازيلي ‏ وانتخب عضو مجلس الشيوخ من البرازيل.